# Unsleben
Unsleben è un comune tedesco di 919 abitanti, situato nel land della Baviera.